# Kleine zwarte kerkuil
De kleine zwarte kerkuil (Tyto multipunctata) is een kleine tot middelgrote, endemische donkere soort kerkuil uit het Noorden van Australië, die sterk verwant is aan de zwarte kerkuil (T.  tenebricosa). Deze kleinere soort leeft vooral in de regenwouden van North Queensland. Wordt in Australië ook soms de Silver Owl genoemd.

## Beschrijving
Een kleine tot middelgrote, roetzwarte uil met zilverachtige onderdelen. Lijkt heel sterk op de grotere zwarte kerkuil. BirdLife International beschouwt de vogel nog steeds als ondersoort van de zwarte kerkuil en daarom heeft de soort geen vermelding op de Rode Lijst van de IUCN. Op de IOC World Bird List staat de vogel als volwaardige soort. De bovendelen zijn roetzwart, soms ook grijsbruin, met een groot aantal kleine, zilverachtig-witte vlekjes op kop en rug. De soort heeft een breed rond gezichtsmasker met zilverachtige trekken rond de ogen. Het gezicht zelf is duidelijk zwart afgelijnd. De onderdelen zijn zilverwit met vele, fijne donkergrijze of roetzwarte vlekken. De kleine zwarte kerkuil heeft een opvallend korte staart, grote ogen met zwarte iris en de bek is bleek en hoornig. De geslachten zijn gelijk maar het vrouwtje is doorgaans iets groter.

## Afmetingen
- Vrouwtje: lengte 35-38 cm, gewicht tot 540 g
- Man: lengte 31-35 cm, gewicht tot 450 g

## Leefgewoonte
Een uitsluitend nachtelijke vogel, die jaagt op kaalkapterreinen en dicht langs autowegen, maar kan ook opgemerkt worden in bossen.

## Geluid
Een doordringend, afdalend gefluit dat zeer erg verwant is met het geluid van de zwarte kerkuil (Bomb whistle), alleen is het hier minder krachtig en minder luid.

## Jacht en voedsel
Deze uil jaagt vooral op kleine knaagdieren en zoogdieren, maar neemt ook insecten en vogels als prooi. Ze jagen meestal vanop een lage uitkijkpost en nemen hun prooi op de grond.

## Broedgewoontes
Het seizoen kan zeer gevarieerd zijn en is vooral afhankelijk van regenval. De eieren kunnen in principe in elke maand gelegd worden, maar meeste broedwaarnemingen situeren zich van maart tot mei. De koppeltjes worden luidruchtiger bij het begin van het broedseizoen en laten zich horen met veelvuldige 'Bomb whistles'. Soms kan het voorvallen dat verschillende koppels op gehoorafstand van elkaar broeden en territoriaal bij elkaar uit de buurt blijven op basis van hun geroep.
Het nest is meestal een diepe holte in een boom en het vrouwtje kan de nestplaats lang voor de eileg begint, reeds bezetten. Die nestholtes bevinden zich doorgaans op een grote hoogte boven de grond (tot 30m). De nestplaats wordt slechts één à twee keer per nacht, voor korte tijd verlaten. De territoria zijn vrij klein, slechts 50 hectare en sommige nesten liggen amper 400m uit elkaar.
Gewoonlijk worden twee eieren gelegd, soms ook maar een. De broedtijd bedraagt ongeveer 42 dagen en de jonge uilen vertonen een donker, roetgrijze dons. Na ongeveer drie maanden kunnen de jongen uitvliegen, maar zijn nog sterk afhankelijk van de ouders. Bijgevolg blijven ze dan ook nog geruime weken in de buurt van het oude nest en worden nog verder gevoederd door de ouders.

## Habitat en verspreiding
Bergachtige regenwouden van Noord Queensland, in Noord-Oost-Australië, meer bepaald in de Atherton regio van Queensland. De soort werd ook opgemerkt op Hinchinbrook Island.